# 카살레토스파르타노
카살레토스파르타노(이탈리아어: Casaletto Spartano)는 이탈리아 캄파니아주 살레르노도에 위치한 코무네다.